# Saint-Geoirs
Saint-Geoirs é uma comuna francesa na região administrativa de Auvérnia-Ródano-Alpes, no departamento de Isère. Estende-se por uma área de 6,93 km². Em 2010 a comuna tinha 524 habitantes (densidade: 75,6 hab./km²).